# Giovanni Battista Guarini
Giovanni Battista Guarini (n. 10 decembrie 1538, Ferrara, Statele Papale – d. 7 octombrie 1612, Veneția, Republica Veneția) a fost un poet, dramaturg și diplomat italian.
A fost membru al Academiei Eterei din Padova și al Academiei Umoristi.

## Scrieri
- 1584: Hideopica ("La idropica")
- 1588: Verato
- 1590: Păstorul credincios ("Il pastor fido"), capodopera sa, inspirată după Torquato Tasso, care prezintă idealul vieții idilice din acea epocă
- 1593: Verato secondo ("Al doilea Verato").

1. 1 2  BeWeB, accesat în 13 februarie 2021
2. 1 2  Autoritatea BnF, accesat în 10 octombrie 2015
3. 1 2   http://www.britannica.com/EBchecked/topic/247948/Battista-Guarini Lipsește sau este vid: |title= (ajutor)
4. ↑  „Giovanni Battista Guarini”, Gemeinsame Normdatei, accesat în 15 decembrie 2014
5. ↑  The Fine Art Archive, accesat în 1 aprilie 2021
6. ↑  Battista Guarini, Encyclopædia Britannica Online, accesat în 9 octombrie 2017
7. ↑  GUARINI, Battista (în italiană), Dizionario Biografico degli Italiani
8. ↑  „Giovanni Battista Guarini”, Gemeinsame Normdatei, accesat în 29 martie 2015
9. ↑  Autoritatea BnF, accesat în 10 octombrie 2015
10. ↑  Czech National Authority Database, accesat în 1 martie 2022
11. ↑  CONOR.SI[*] Verificați valoarea |titlelink= (ajutor)